# Toni Miserachs
Maria Antònia Miserachs i Ribalta (Barcelona, 1942), coneguda professionalment com a Toni Miserachs, és una dissenyadora gràfica catalana, una de les grans veus i pionera del disseny gràfic modern a la Catalunya i l'Estat Espanyol de després de la Guerra Civil. Va rebre el premi Laus d'Honor el 2021 per la seva contribució a la definició de la professió, a la cultura del disseny gràfic i a la docència.

## Trajectòria
Toni Miserachs va néixer en plena posguerra, filla de l'hematòleg Manuel Miserachs i Rigalt i de la bibliotecària Montserrat Ribalta i Escoda. El seu germà gran fou el fotògraf Xavier Miserachs.
Va fer els estudis de disseny gràfic a l'Escola Elisava de Barcelona (1962-1965), on va formar part de la segona promoció d'aquella nova escola. Va fer l'aprenentatge professional, sota la direcció d'Yves Zimmermann, als laboratoris farmacèutics Geigy, els anys 1963–1966. Després treballà a l'empresa Industrias Gráficas Francesc Casamajó. El 1965 obria el seu estudi de disseny, en què treballà fins al 2009.
Vinculada a l'Escola Eina des de la seva fundació, el 1967, hi ha treballat com a professora, cap del Departament de Disseny Gràfic, cap d'estudis, membre de la Junta rectora, i directora (entre els anys 1996 i 1998). També ha format part de l'equip docent de l'Escola Massana el curs 1975-1976. Fou fundadora de l'Agrupació de Comunicació Visual del FAD (gener de 1972), i de l'Associació de Dissenyadors Professionals (ADP, 1971), de la qual fou presidenta entre els anys 1994 i 1997. També fou membre de la Junta Directiva del Foment de las Arts i el Disseny (FAD) entre 2009 i 2012.
Al llarg de la seva trajectòria professional, els seus clients han estat tant institucions públiques –Generalitat de Catalunya, Ajuntament de Barcelona o museus, col·legis professionals i institucions culturals diverses– com empreses privades –editorials, comerços, farmacèutiques, despatxos de professions liberals, hotels i fundacions. Els treballs encomanats en què Miserachs ha treballat han estat anagrames i logotips, aplicacions d'imatge gràfica corporativa, senyalització d'espais, cartells, cobertes i sobrecobertes de llibres i revistes, ex-libris, caràtules de discos, disseny gràfic aplicat al tèxtil, etc. En el camp del disseny gràfic editorial, específicament, ha treballat per a editorials com Lumen, Ketres, Edhasa, Edicions 62, Polígrafa i sobre tot per a Enciclopèdia Catalana, amb obres enciclopèdiques, com Biosfera, Història natural dels Països Catalans o l'Atles d'història de Catalunya. Miserachs va fer també el disseny gràfic de la revista andorrana de curta vida Posobra (juny 1972-gener 1973) i el de la col·lecció Marca Hispanica, fundada per José Agustín Goytisolo, Marta Pessarrodona i Julia Goytisolo Carandell per difondre la literatura catalana en els països hispanoparlants.
Toni Miserachs va ser una de les dissenyadores presents a l'exposició Som aquí. Les dones en el disseny 1900-avui, organitzada el 2023 pel Museu del Disseny de Barcelona, que recuperava les dissenyadores pioneres dels anys 1960, 1970 i 1980 a Catalunya.

## Obres a col·leccions
Te obres al Museu d'Art Contemporani de Barcelona (MACBA), al Museu del Disseny de Barcelona, on la seva obra forma part del seu fons documental (vegeu la següent secció), a EINA Centre Universitari de Disseny i Art de Barcelona, i a la col·lecció de documents gràfics de la Universitat Autònoma de Barcelona (UAB).

## Fons Toni Miserachs
El fons Toni Miserachs, dipositat al Museu del Disseny de Barcelona, comprèn la documentació relativa a la seva activitat professional com a dissenyadora i com a docent, també documentació sobre la seva activitat de projecció pública, com ara premis, exposicions o actes culturals, i associativa, a més de material bibliogràfic. El gruix del fons és relatiu a l'activitat professional, i inclou projectes de disseny gràfic, sovint amb el producte final dissenyat, i material generat durant el procés tècnic, a més d'imatges gràfiques dels projectes.

## Premis i reconeixements
L'Associació de Dissenyadors Gràfics del Foment de les Arts i el Disseny (ADG-FAD) va concedir-li el Premi LAUS d'Honor 2021 «per la seva aportació a la definició de la professió i a la docència, per la seva tasca incansable amb l'associacionisme professional i per reconèixer el lideratge femení en un sector on les dones han estat invisibilitzades i on, encara avui, estan lluny d'aconseguir la visibilitat que els correspon». El va rebre el 2021, als 79 anys, amb una trajectòria professional de més de cinc dècades.
- 2021: Premi Laus d'Honor per la trajectòria i contribucions a la professió de disseny gràfic
- 1969: Premis Delta, ADI FAD, el disseny de les cobertes de la col·lecció d'assaig "L'Escorpí" d'Edicions 62[19]